# Callispa dimidiatipennis
Callispa dimidiatipennis es un insecto coleóptero de la familia Chrysomelidae.
Fue descrita científicamente por primera vez en 1858 por Baly.